# Alexander Duchnovič
Alexander Duchnovič (Topoľa, 24 aprile 1803 – Prešov, 30 marzo 1865) è stato uno scrittore, pedagogo e presbitero ruteno.

## Biografia

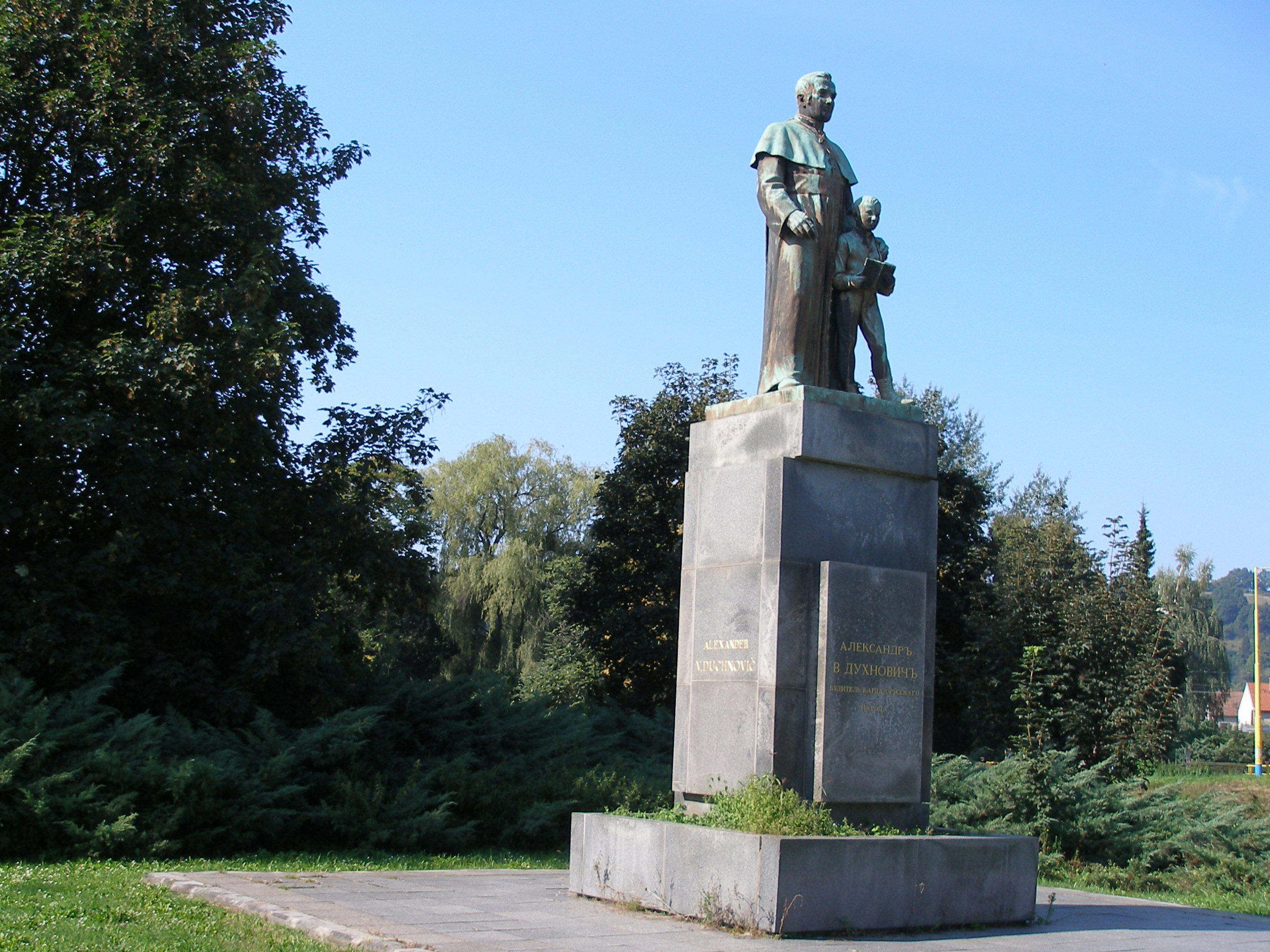
Monumento ad Alexander Duchnovič a Prešov, in Slovacchia

Alexander Duchnovič nacque nel villaggio di Topoľa (che ora si trova nel distretto di Snina, nel lembo nord-orientale della Slovacchia). Era figlio di un sacerdote cattolico ruteno, frequentò una scuola ungherese a Užhorod dal 1816 al 1821. Successivamente Alexander studiò filosofia in un'accademia di Košice (1821-1823) e teologia al seminario di Užhorod (1824-1827).
Dal 1827 al 1832, Duchnovič lavorò come archivista e insegnante. Successivamente, fra il 1833 e il 1838, fu sacerdote cattolico ruteno in remoti villaggi della Rutenia subcarpatica (oggi oblast' della Transcarpazia in Ucraina) e notaio a Užhorod fra il 1838 e il 1844. Duchnovič cominciò a scrivere poesie fin da giovane. Scriveva in ruteno, in russo e in ungherese. Le sue prime composizioni risentono del romanticismo ungherese.
Duchnovič animò l'istruzione e la rinascita culturale dei ruteni. Si propose di difendere la cultura rutena contro la magiarizzazione. Nel 1850 Duchnovič fondò la prima associazione culturale rutena, la Società letteraria di Prešov. Sotto la sua guida la società pubblicò una collana di libri. La sua più celebre poesia patriottica Ia rusyn byl, ies'm i budu ("Io ruteno ero, sono e sarò") fu pubblicata in un'antologia del 1851. Questa poesia sarebbe successivamente diventata l'inno nazionale dei ruteni. Duchnovič scrisse anche molte opere pedagogiche e religiose, libri di testo per la scuola elementare e una grammatica. I suoi saggi più famosi sono Storia dell'eparchia di Prjašev, originariamente pubblicata in latino e poi tradotta in russo e in inglese e una Storia dei Carpato-ruteni (1853).
Dedicò i suoi ultimi anni allo sviluppo dell'istruzione e alla scolarizzazione dei ruteni. Allo scopo di opporsi alla magiarizzazione dei ruteni Duchnovič nel 1862 fondò a Prešov con Adolf Dobryansky la Società di San Giovanni Battista.

## Giudizi critici

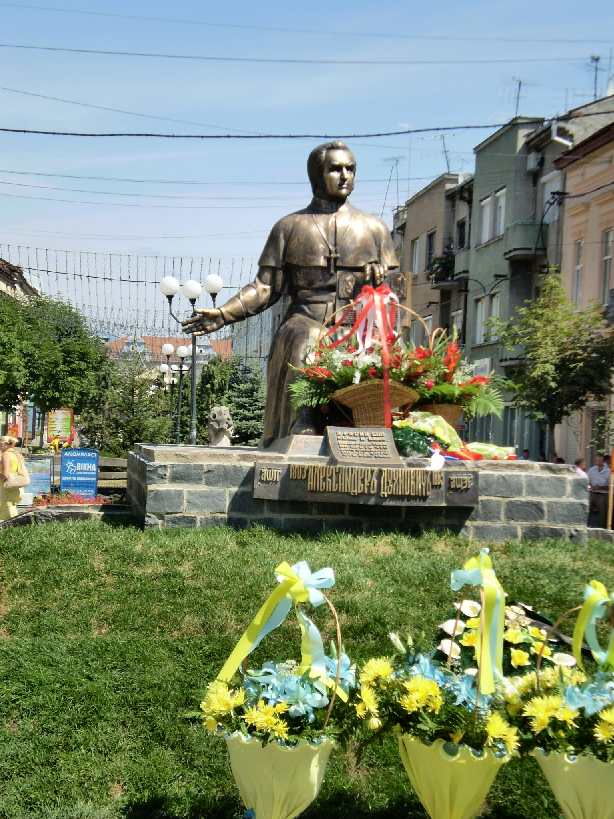
Monumento ad Alexander Duchnovič a Mukačevo, in Ucraina

Duchnovič è considerato uno dei maggiori umanisti ed educatori ruteni. Ivan Franko disse di lui che "fece di tutto perché i ruteni dimenticati rinascessero spiritualmente".
Ad Alexander Duchnovič è dedicato il teatro in lingua rutena di Prešov.